# 直頜青鱂
直頜青鱂（學名：Oryzias orthognathus）是異鱂科青鱂屬下的一種淡水魚，原産於蘇拉威西島的婆娑湖中。

## 描述
直頜青鱂的平均大小為5（2.0英寸），並不是每年都進行繁殖。

## 外部連結
- Oryzias orthognathus （页面存档备份，存于）